# Dipyrena spartioides
Dipyrena spartioides là một loài thực vật có hoa trong họ Cỏ roi ngựa. Loài này được Ravenna mô tả khoa học đầu tiên năm 2008.